# Ніобофіліт
Ніобофілі́т (рос. ниобофиллит; англ. niobophyllite; нім. Niobophyllit m) — мінерал, ніобіїстий аналог астрофіліту шаруватої будови.

## Опис
Хімічна формула:
1. За Є. Лазаренком: (K, Na)3(Fe, Mn)7[Nb2 (Si4O12)2O4 | (OH)3].
2. За. К. Фреєм: (K, Na)3(Fe2+, Mn)6(Nb, Ti)2 Si8 (O, OH, F)31.
3. За іншими даними: K2Na(Fe+2,Mn)7(Nb, Ti)2Si8O26(OH)4(F, O)
Містить (%): K2O — 5,51; Na2O — 2,49; Fe + Fe2O3 — 23,74; MnO — 9,83; Nb2O5 — 14,76; TiO2 — 2,94; SiO2 — 33,40; Al2O3 — 0,89; H2O — 3,72; F — 0,46. Домішки: MgO (0,16); CaO (0,72); (Ce, La)2O3 (1,50); Ta2O5 (0,52).
Сингонія триклінна.
Спайність досконала.
Густина 3,42.
Колір шоколадно-бурий.
Знайдений як акцесорний мінерал у параґнейсах у районі Сіл-Лейк на півострові Лабрадор (Канада).
Від ніобо… й грецьк. «філлон» — лист (E.H.Nickel, J.F.Rowland, D.J.Charette, 1964).